# John Curran
John Curran (Utica, 11 de septiembre de 1960) es un director de cine y guionista estadounidense.

## Filmografía

### Director
- 1996: Down Rusty Down (cortometraje)
- 1998: Praise
- 2004: Ya no somos dos
- 2006: The Painted Veil
- 2010: Stone
- 2013: Tracks
- 2017: El escándalo Ted Kennedy[2]

### Guionista
- 2004: Ya no somos dos
- 2010: The Killer Inside Me

### Productor ejecutivo
- 2006: El velo pintado